# Općina Loški Potok
Općina Loški Potok (slo.: Občina Loški Potok) je općina u južnoj Sloveniji u pokrajini Dolenjskoj i statističkoj regiji Jugoistočna Slovenija. Središte općine je naselje Hrib – Loški Potok s 353 stanovnika. 

## Zemljopis
Općina Loški Potok nalazi se u južnom dijelu države, na granici s Hrvatskom. Općina se pruža između planine Snežnik na zapadu i planine Goteniške Gore na istoku. Dominira krško tlo.
U općini vlada oštrija, planinska varijanta umjereno kontinentalne klime. U općini nema većih vodotoka. Veći broj vodotoka je u vidu ponornica.

## Naselja u općini
Črni Potok pri Dragi, Draga, Glažuta, Hrib – Loški Potok, Lazec, Mali Log, Novi Kot, Podplanina, Podpreska, Pungert, Retje, Srednja Vas pri Dragi, Srednja vas – Loški Potok, Stari Kot, Šegova vas, Trava, Travnik

## Vanjske poveznice
- Službena stranica općine